# 117020 Janeconlin
117020 Janeconlin este o planetă minoră (asteroid) din centura de asteroizi. A fost descoperită pe 10 mai 2004 la Catalina Station⁠(d) de Catalina Sky Survey. 
Obiectul prezintă o orbită caracterizată de o semiaxă mare de 2,7013718065096 UAi, o excentricitate de 0,07733141463105, o înclinație de 16,132949483377 ° în raport cu ecliptica.